# 華夏族

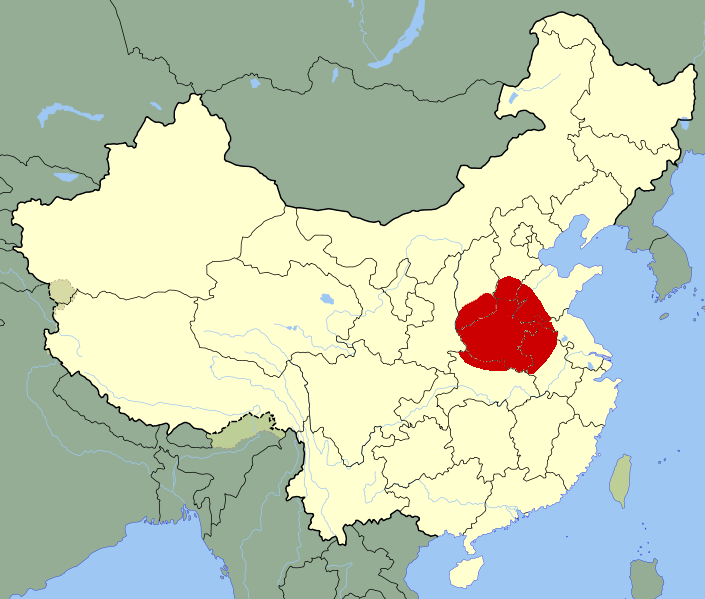
中原のおおよその位置

華夏族（かかぞく）は、漢の時代以前に中原の黄河流域に暮らす部族で、漢民族を構成する主体でもあるとされる概念。後述のように
五胡十六国時代に形成された概念だという説もある。
「華夏」の言葉がもっとも早く見られるのは、『春秋左氏伝』襄公26年（紀元前546年）の「楚が華夏を失うは析公の為なり」である。これは、春秋時代に中国の覇者であった楚国が、敵対する晋国の軍師・析公によって敗戦し、中国の覇権を失ったことを述べている部分である。唐の孔穎達はこれに「華夏は中国なり」と疏をつけ、竹内照夫は「楚は析公のせいで中国を失いました」と訳している。

## 概要
漢民族という名称は漢王朝（紀元前206年–220年）の時代から今日まで使われてきてはいるが、漢民族（中国では漢族）は漢代以降の呼称であるため、それ以前の黄河文明を担った民族を指す呼称として、華夏族と言う。

## シンガポール・日本文化協会会長・顔尚強による説明
シンガポール・日本文化協会会長の顔尚強は、これについて下記のように説明している。
漢民族はその昔、漢民族とは称されておらず、華夏族と称されていたとされる。漢民族という名称は漢王朝（紀元前206年–220年）の時代から今日まで使われてきてはいるが、今でも本土の中国人は中国のことを華夏、中華文明を華夏文明と呼ぶことがある。学者によると、周の武王が殷の帝辛（紂王）を討ち取った後、中原に定住し、その一族を中国の伝説上の先聖王である神農・黄帝・堯・舜に因んで「華族」と称した。また夏王朝（紀元前21世紀–紀元前16世紀）の創立者の大禹の末裔が「夏族」と称されていたことから、中原に居住していた族群を「華夏族」と称するようになったと言われている。

## 歴史学者の楊海英による説明
日本の歴史学者の楊海英はこれと異なり、華夏族という呼称は五胡十六国時代に出来たものであり、匈奴・鮮卑の人々が長城を越えて北中国に入ってきたときに漢族と融合して共存を目指そうとして作り上げた一種のスローガンであろうとしている。民族という意味での「華夏」は五胡十六国時代が最古であるとする。